# اویسو
اویسو (انگلیسی: Evisu) شرکت پوشاک ژاپنی است، که در سال ۱۹۹۹ توسط هیدهیکو یامانه تأسیس شد.